# Подслон (област Стара Загора)
 За другото българско село с име Подслон вижте Подслон (Област Добрич).  
Подслòн е село в Южна България, община Стара Загора, област Стара Загора.

## География
Село Подслон се намира на около 20 km изток-североизточно от областния и общински център град Стара Загора и 12 km западно от град Нова Загора. Разположено е в Старозагорското поле на Горнотракийската низина. Надморската височина в центъра на селото е около 167 m; теренът е равен, със слаб наклон на юг.
В северния край на село Подслон минава второкласният републикански път II-66, водещ на запад към Стара Загора, а на изток към Нова Загора. Северозападно от селото от кръстовище с този път водят: на юг към село Хан Аспарухово – третокласният републикански път III-5701; на север към село Братя Кунчеви – общински път.
Землището на село Подслон граничи със землищата на: село Братя Кунчеви на север и изток; село Събрано на югоизток; село Хан Аспарухово на юг; село Оряховица на запад.
Етническият състав на населението на село Подслон по численост и дял на етническите групи според преброяването през 2011 г. е:
| Етнически групи     | Численост | Дял (в %) |
| Общо                | 151       | 100       |
| Българи             | 151       | 100       |
| Турци               | 0         | 0         |
| Цигани              | 0         | 0         |
| Други               | 0         | 0         |
| Не се самоопределят | 0         | 0         |
| Не отговорили       | 0         | 0         |

В селото има значителна група тракийски калайджии, които започват да се заселват през 1960-те години. При преброяването на населението през 2011 г. те са се посочвали като част от българската етническа група.
Числеността на населението на село Подслон по данните от преброяванията от 1934 г. насам се променя както следва:
| \| Година на преброяване \| Численост \| \| --------------------- \| --------- \| \| 1934 \| 334 \| \| 1946 \| 321 \| \| 1965 \| 349 \| \| 1975 \| 281 \| \| 1985 \| 222 \| \| 1992 \| 204 \| \| 2001 \| 184 \| \| 2011 \| 151 \| \| 2021 \| 153 \| |           |
| Година на преброяване | Численост |
| 1934 | 334       |
| 1946 | 321       |
| 1965 | 349       |
| 1975 | 281       |
| 1985 | 222       |
| 1992 | 204       |
| 2001 | 184       |
| 2011 | 151       |
| 2021 | 153       |

През периода 1956 – 1963 г. селата Подслон и Руманя са включени в сборното тогава село Братя Кунчеви и численостите им към 1956 г. са включени в неговата численост.

## История
След Руско-турската война 1877 – 1878 г. по Берлинския договор 1878 г. селото – тогава с име Кара бунар, остава в Източна Румелия; присъединено е към България след Съединението 1885 г. Село Кара бунар е преименувано на Цàрьово през 1902 г. и на Подслон през 1950 г.; през 1956 г. е слято със селата Руманя и Черково като село Братя Кунчеви; отделено е отново като село Подслон през 1963 г.
Училище в село Кара бунар (Подслон) е създадено като начално още през първите години след Освобождението. Отначало се е помещавало в стари приспособени за целта помещения. През 1929 г. е построена първата училищна сграда. През 1972 г. училището е обединено с училището в село Братя Кунчеви.
Трудово кооперативно земеделско стопанство (ТКЗС) е създадено в село Подслон на 12.07.1950 г. В основната дейност на стопанството е застъпено производството на зърнени храни, памук, царевица; отчасти се развива животновъдство. Стопанството прекратява своята самостоятелна дейност поради обединението му с ТКЗС село Братя Кунчеви през 1956 г.

## Обществени институции
Изпълнителната власт в село Подслон към 2025 г. се упражнява от кметски наместник.
В село Подслон към 2025 г. има действащо читалище „Отец Паисий - Хилендарски 1930 год.“;
Според регистъра (списъка) на храмовете при Светия Синод на Българската православна църква, в село Подслон, община Стара Загора има храм „Свети архангел Михаил“. Към 2025 г. в село Подслон няма храмова сграда, а само импровизирана камбанария – камбана, монтирана на специална метална конструкция в центъра на селото.

## Природни и културни забележителности
В центъра на селото има паметник в чест на загиналите от село Подслон през Балканската (1912 – 1913 г.) и Първата световна (1915 – 1918 г.) войни. Представлява два монолитни мраморни блока, на единия от които са изписани имената на загиналите през 1912 – 1913 г. а на другия – на загиналите през 1915 – 1918 г. Открит е през 1944 г. Текстът съответно е: „1912 - 1913 г.: Ганчо Ганчев, Добрин Сл. Добрев, Диньо Ст. Енев, Драган Ст. Динев, Кольо Хр. Неделчев, Митьо Г. Митев, Петър Р. Иванов, Слави К. Минев, Янул Станчев; 1915 -1918 г.: Рали Ралев, Слави Петров, Ганчо Минев, Иван Минев“.